# Якупово (Караідельський район)
Яку́пово (рос. Якупово, башк. Яҡуп) — присілок у складі Караідельського району Башкортостану, Росія. Входить до складу Староакбуляківської сільської ради.
Населення — 284 особи (2010; 273 у 2002).
Національний склад:
- башкири — 97 %